# Ивашиновка (Пятихатский район)
Ивашиновка (укр. Івашинівка) — село,
Ивашиновский сельский совет,
Пятихатский район,
Днепропетровская область,
Украина.
Код КОАТУУ — 1224581801. Население по переписи 2001 года составляло 777 человек.
Является административным центром Ивашиновского сельского совета, в который, кроме того, входят
посёлок Вершинное и
село Красная Воля.

## Географическое положение
Село Ивашиновка находится на расстоянии в 1,5 км от села Семёновка и в 4,5 км от города Пятихатки.
По селу протекает пересыхающий ручей с запрудой.
К селу примыкает большой садовый массив.
Рядом проходят автомобильная дорога Т-0419 и
железная дорога, станция Жёлтые Воды 1 в 3-х км.

## История
- 1850 год — дата основания.

## Экономика
- ООО «Зелёний Яр».

## Объекты социальной сферы
- Школа.
- Детский сад.
- Фельдшерско-акушерский пункт.
- Зеленоярская публичная сельская библиотека — филиал № 27 Пятихатской ЦБС

## Достопримечательности
- Братская могила советских воинов.
- Памятник лётчику Кобякину Василию Павловичу

## Галерея

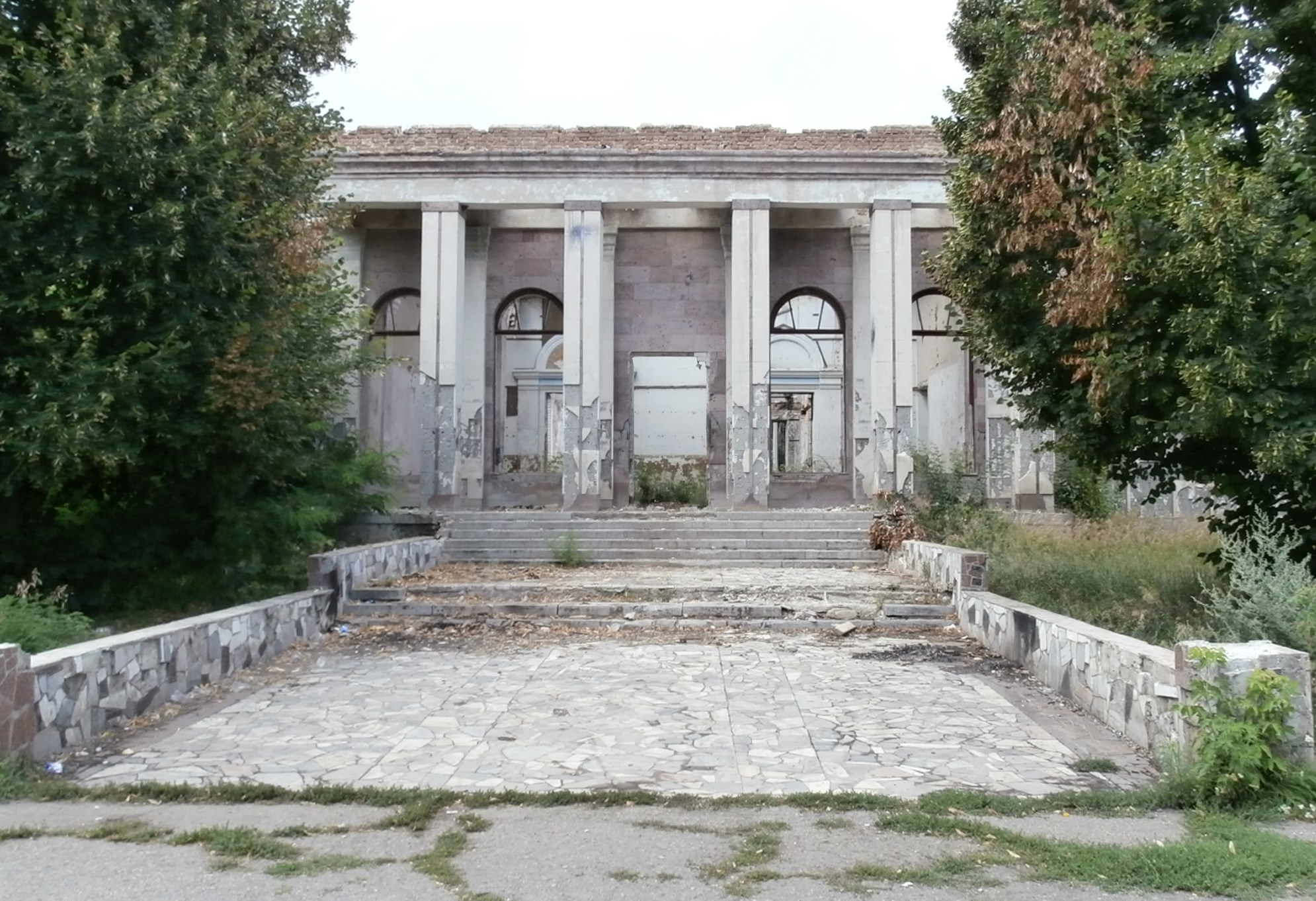
Руины Дома культуры
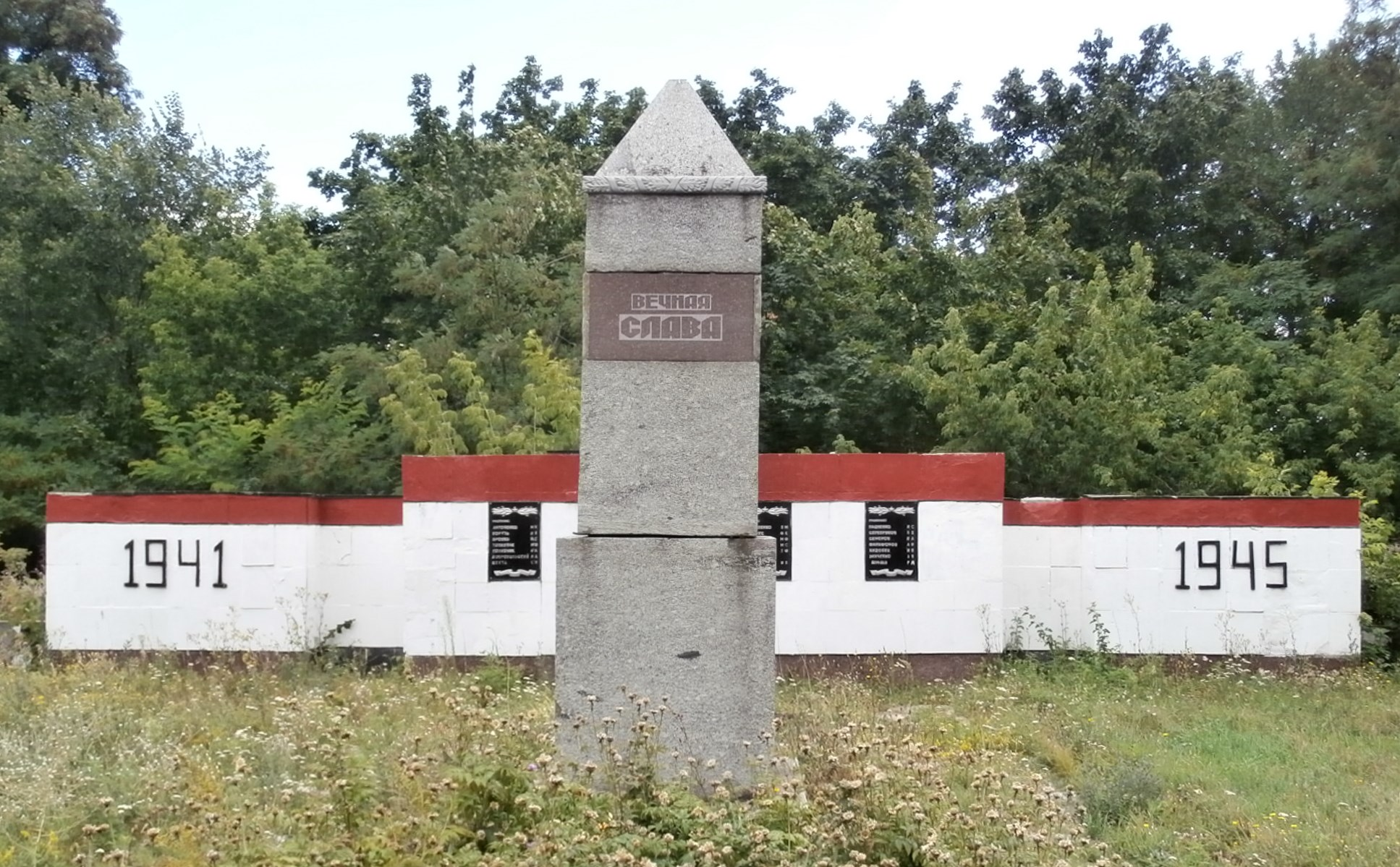
Памятник погибшим в ВОВ
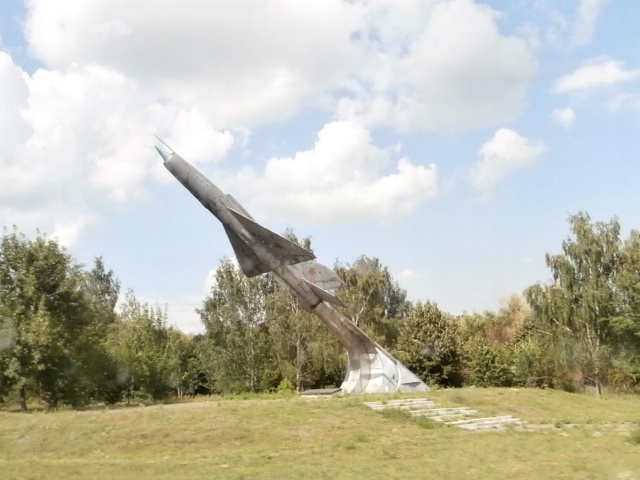
Памятник